# San José-kanin
San José-kanin (Sylvilagus mansuetus) är en däggdjursart som beskrevs av Nelson 1907. Sylvilagus mansuetus ingår i släktet bomullssvanskaniner, och familjen harar och kaniner. IUCN kategoriserar arten globalt som akut hotad. Inga underarter finns listade i Catalogue of Life.
Arten förekommer bara på ön Isla San José som ligger nära halvön Baja California i nordvästra Mexiko. Den lever där i låglandet i sydvästra delen av ön. Landskapet liknar en öken med glest fördelade träd, buskar och kaktusar. Typiska växtarter på ön är Fouquieria diguetii, Jatropha cinerea, kaktusar av släktet Pachycereus, träd av släktet Bursera och buskar av bocktörnesläktet.
Individerna är främst aktiva under kvällen och tidiga natten samt på morgonen. Parningen sker i november.
Arten liknar buskkaninen (Sylvilagus bachmani) i utseende, den är bara något ljusare. Därför listades den ursprungligen som underart till buskkaninen. San José-kanin är ungefär 34 cm lång (huvud och bål), har en 4 cm lång svans och 6 cm stora öron. Under den kalla årstiden har arten en grå, ljusbrun eller gulgrå päls på ovansidan, ibland med svarta hårspetsar. Bålens sidor är ljusare och undersidan vitaktig.
Artepitet i det vetenskapliga namnet är bildat av det latinska ordet för tam. Antagligen var de första individer som hittades av vetenskapsmän orädd för människor.